# Länsväg W 854

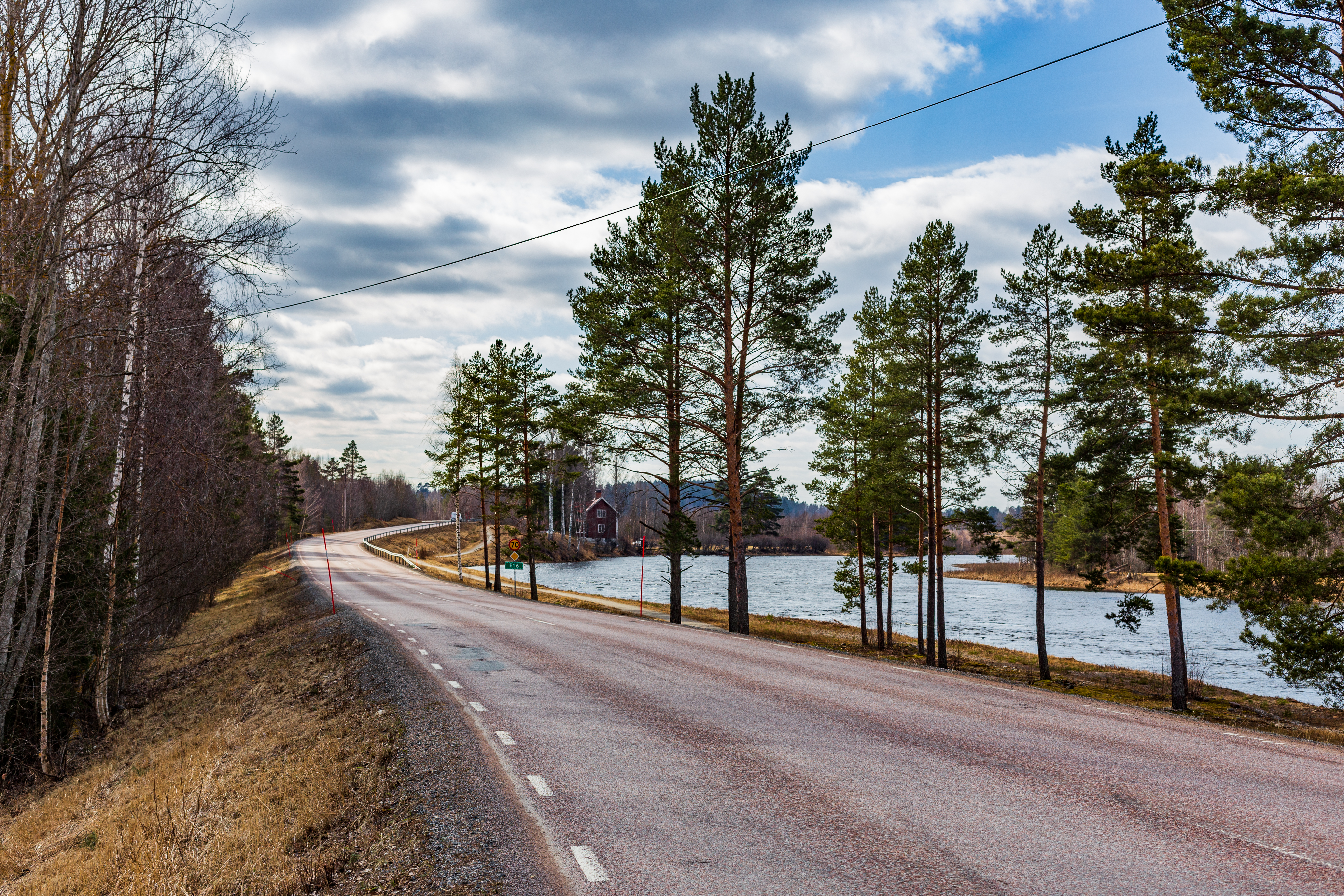
Länsväg W 854, mellan Stämshöjens naturreservat och Sundbornsån.

Länsväg W 854, i de sammanhang där den nämns oftast kallad länsväg 854 eller väg 854, är en övrig länsväg i Falu kommun, Dalarnas län. Den förbinder Hosjö (E16, länsväg 266 och länsväg W 844) med Backa (länsväg W 850) nära Danholn. I Hosjö skyltas den Sundbornsvägen.